# المساهمة في التغير المناخي الأخير

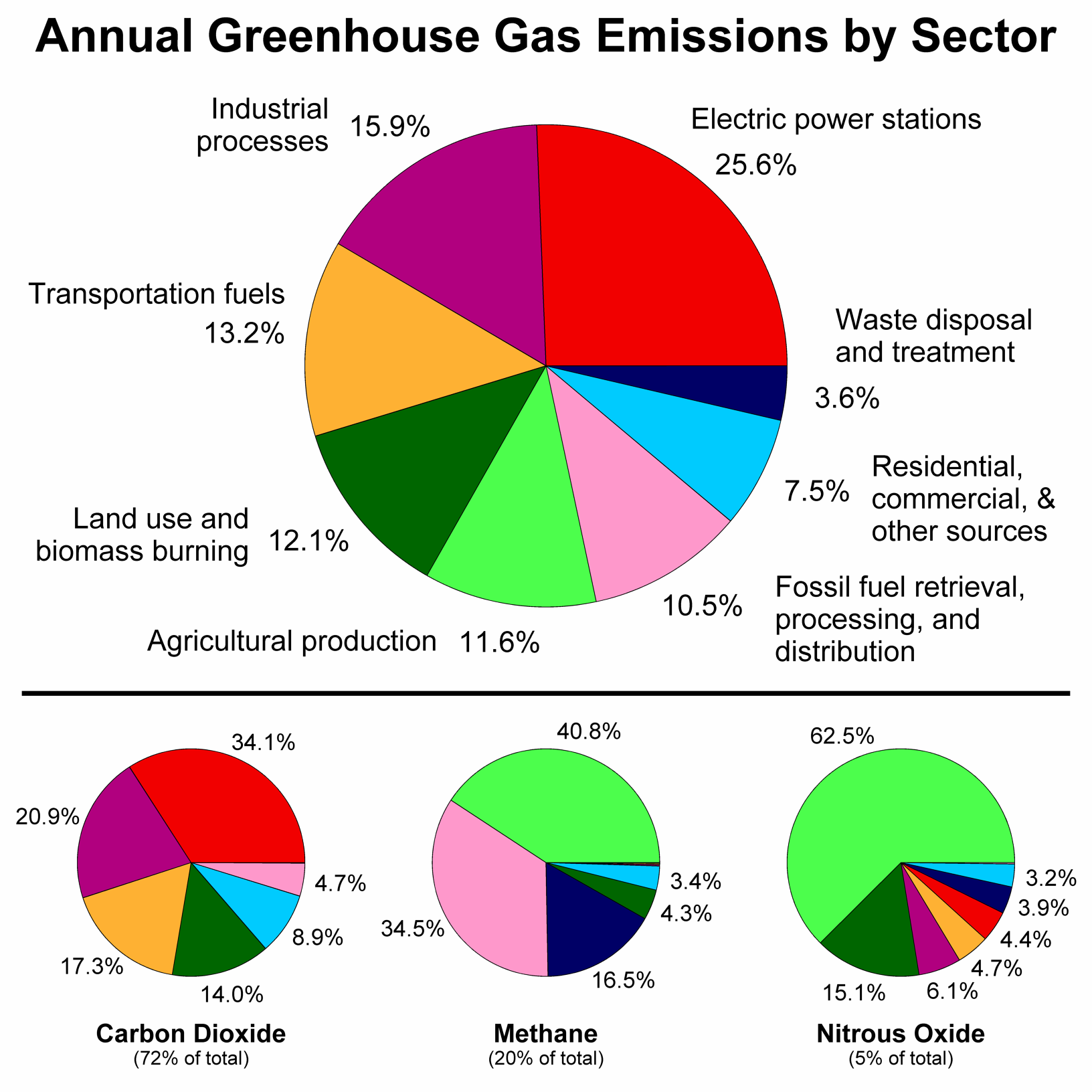
قاعدة بيانات البحث العالمي للغلاف الجوي، الإصدار 4.2، مشروع 2010.

المساهمة في التغير المناخي الأخير والقبلي هي الجهد المبذول للتحقق علميًا من الآليات المسؤولة عن الاحتباس الحراري الأخير والتغيرات المناخية المتعلقة بالأرض. كان هذا الجهد مُركزًا على التغييرات التي لوحظت خلال فترة تسجيل درجات الحرارة، وخاصة في السنوات الخمسين الماضية. هذه هي الفترة التي نما فيها النشاط البشري بشكل أسرع وأُتيحت عمليات مراقبة الغلاف الجوي من فوق سطح الأرض. وفقًا للهيئة الحكومية الدولية المعنية بتغير المناخ، «من المحتمل جدًا» أن يكون التأثير البشري هو السبب الرئيسي للاحتباس الحراري بين عامي 1951 و2010. ويعود أفضل تقدير، إلى أن الإنسان هو من تسبب في بداية الاحتباس الحراري الملحوظ وبشكل تام، منذ عام 1951.
بعض الأنشطة البشرية الرئيسية التي تساهم في ظاهرة الاحتباس الحراري:
- زيادة تركيزات غازات الدفيئة في الغلاف الجوي، من أجل الحصول على نظام تدفئة.
- التغيرات العالمية على سطح الأرض، مثل إزالة الغابات، من أجل الحصول على نظام تدفئة.
- زيادة تركيزات الهباء الجوي في الغلاف الجوي بشكل أساسي،  للحصول على نظام تبريد.

بالإضافة إلى الأنشطة البشرية، يمكن أن تتسبب بعض الآليات الطبيعية أيضًا في تغير المناخ، بما في ذلك التذبذبات المناخية وتغيرات النشاط الشمسي والنشاط البركاني.
تدعم الأدلة المتعددة، إلى إسناد التغير المناخي الأخير إلى الأنشطة البشرية:
- الفهم المادي لنظام المناخ: زيادة تركيزات غازات الدفيئة وملاحظة خصائص الاحترار.
- تشير التقديرات التاريخية للتغيرات المناخية السابقة، إلى اختلاف وعدم طبيعية تغيرات درجة حرارة الأرض الأخيرة.
- لا تستطيع النماذج الرقمية  لمحاكاة المناخ، تكرار نسبة الاحترار المرصودة ما لم تشمل انبعاثات غازات الدفيئة البشرية.
- لا يمكن للقوى الطبيعية وحدها (مثل النشاط الشمسي والبركاني)، تفسير ظاهرة الاحتباس الحراري المُتزايدة بطريقة ملحوظة.

تعد مشاركة الهيئة الحكومية الدولية المعنية بتغير المناخ في ظاهرة الاحتباس الحراري العالمي الأخيرة في الأنشطة البشرية، وجهة نظر يشاركها المجتمع العلمي، كما تدعمها 196 منظمة علمية أخرى في جميع أنحاء العالم.

## خلفية
يمكن تقسيم العوامل المؤثرة على مناخ الأرض إلى قسمين، التأثيرات المتوقعة (تأثيرات بيئية واقتصادية) ورد الفعل على الاحترار العالمي. إن التأثيرات هي المظاهر المفروضة  خارجيًا على النظام المناخي. تشمل التأثيرات الخارجية الظواهر الطبيعية مثل الانفجارات البركانية والاختلافات في منتوج الشمس الحراري. يمكن للأنشطة البشرية أيضًا التغيير والتأثير على التأثيرات الخارجية، على سبيل المثال، من خلال تغيير تكوين الغلاف الجوي. التأثير الإشعاعي هو مقياس لكيفية تغيير العوامل المختلفة في توازن الطاقة في الغلاف الجوي للأرض. يميل التأثير الإشعاعي الإيجابي، إلى زيادة طاقة نظام الأرض والغلاف الجوي، مما يؤدي إلى ارتفاع الحرارة. بين بداية الثورة الصناعية في 1750، وعام 2005، أدت الزيادة في تركيز ثاني أكسيد الكربون في الغلاف الجوي إلى تأثير إشعاعي إيجابي، بلغ متوسطة على مساحة سطح الأرض، حوالي 1.66 واط لكل متر مربع متر. يمكن أن تؤدي ردود الفعل المناخية إلى تضخيم أو تخفيف استجابة المناخ لقوة خارجية معينة. هناك العديد من آليات ردود الفعل فيما يتعلق بالنظام المناخي، والتي يمكنها إما تضخيم (ارتجاع إيجابي) أو تقليل (ارتجاع سلبي) آثار التغير في التأثير المناخي. سيختلف نظام المناخ بالوقت، استجابة لتغيرات التأثيرات والعوامل الخارجية. سيُظهر النظام المناخي تقلبًا داخليًا في وجود أو غياب هذه التأثيرات المحتومة. يعود التباين الداخلي إلى نتيجة التفاعلات المعقدة بين مكونات النظام المناخي، مثل الاقتران بين الغلاف الجوي والمحيطات (انظر أيضًا للقسم الأحدث حول تقلب المناخ الداخلي والاحتباس الحراري). يعد التذبذب النينيو الجنوبي، مثالاً على التباين الداخلي.

## الكشف مقابل الإسناد
إن الكشف عن إشارات المناخ وإسنادها، وكذلك معناها المنطقي، هو تعريف أكثر دقة ضمن أدبيات تغير المناخ، كما عبر عنها الفريق الحكومي الدولي المعني بتغير المناخ. لا يعني الكشف دائمًا عن إشارة المناخ إسنادًا كبيرًا. يقول تقرير التقييم الرابع الصادر عن الفريق الحكومي الدولي المعني بتغير المناخ «من المحتمل للغاية أن الأنشطة البشرية قد مارست تأثيرًا كبيرًا على الاحترار الصافي على المناخ منذ عام 1750»، ويشير «احتمال كبير للغاية» إلى احتمال أكبر من 95٪. يتطلب الكشف عن إشارة ما، إثبات أن التغيير الملحوظ يختلف اختلافًا كبيرًا من الناحية الإحصائية عن التغيير الذي يمكن تفسيره بواسطة التباين الداخلي الطبيعي.
يتطلب الإسناد إثباتًا بأن الإشارة:
- من غير المحتمل أن تكون الإشارة بسبب التباين الداخلي.
- تتفق الإشارة مع الاستجابات المُخمنة للمزيج بين التأثير البشري الصناعي والتأثير الطبيعي.
- لا تتفق الإشارة مع التفسيرات البديلة المقبولة فعليًا لتغير المناخ الحديث والتي تستبعد العناصر المهمة من مجموعة معينة من التأثيرات.

## المساهمات الرئيسية

### غازات الاحتباس الحراري
يعد ثاني أكسيد الكربون، الغاز الرئيسي للدفيئة، الذي يساهم في تغير المناخ الحديث. يُمتص ثاني أكسيد الكربون ويُنبعث بشكل طبيعي كونه جزءًا من دورة الكربون، من خلال التنفس الحيواني والنباتي، والانفجارات البركانية، وتبادل المحيطات والغلاف الجوي. تُطلق الأنشطة البشرية، مثل حرق الوقود الأحفوري والتغيرات في استخدام الأراضي، كميات كبيرة من الكربون في الجو، مما يؤدي إلى ارتفاع تركيز ثاني أكسيد الكربون في الغلاف الجوي. تشكل القياسات عالية الدقة لتركيز ثاني أكسيد الكربون في الغلاف الجوي، والتي بدأها تشارلز ديفيد كيلينغ في عام 1958، سلسلة زمنية رئيسية لتوثيق التكوين المتغير للغلاف الجوي. لهذه البيانات حالة مميزة في علم تغير المناخ، لتكون دليلاً على تأثير الأنشطة البشرية على التركيب الكيميائي للغلاف الجوي العالمي. وصل تركيز ثاني أكسيد الكربون في الغلاف الجوي في مايو 2019،  إلى 415 جزء في المليون. كانت آخر مرة يصل تركيز هذا الغاز إلى هذا المتسوى، قبل 2.6 - 5.3 مليون سنة. بدون تدخل بشري، من المفروض أن يكون التركيز 280 جزءًا في المليون. إلى جانب ثاني أكسيد الكربون، يعد الميثان وبدرجة أقل أكسيد النيتروز، من العوامل الرئيسية التي تساهم في تفاقم ظاهرة الاحتباس الحراري. تسجل اتفاقية كيوتو هذه المواد جنبًا إلى جنب مع مركبات الكربون الهيدروفلورية ومركبات الكربون المشبعة بالفلور ومركب سداسي فلوريد الكبريت، وهي غازات اصطناعية تمامًا، كونها مساهمة في التأثير الإشعاعي.

#### بخار الماء
يعد بخار الماء من أكثر غازات الدفيئة غزارة، وهو أكبر مساهم في تأثير الدفيئة الطبيعية، على الرغم من قصر صلاحيته  في الغلاف الجوي (حوالي 10 أيام). يمكن لبعض الأنشطة البشرية التأثير على مستويات بخار الماء المحلي. ومع ذلك،  يُتحكم في تركيز بخار الماء بواسطة درجة الحرارة على النطاق العالمي، مما يؤثر على المعدلات الإجمالية للتبخر والهطول. لذلك، لا يتأثر التركيز العالمي لبخار الماء بشكل كبير بالانبعاثات البشرية المباشرة.

### استخدام الأراضي
يعزى تغير المناخ إلى استخدام الأراضي لسببين رئيسيين. أُنتج بين عامي 1750 و2007، نحو ثلثي انبعاثات ثاني أكسيد الكربون بسبب الأنشطة البشرية عن طريق حرق الوقود الأحفوري، وحوالي ثلث الانبعاثات الباقي بسبب التغيرات في استخدام الأراضي، وخاصة إزالة الغابات. تتسبب إزالة الغابات في  الحد من كمية ثاني أكسيد الكربون التي تمتصها المناطق التي أزيلت منها الغابات وتطلق غازات الدفيئة مباشرة، إلى جانب الهباء الجوي، من خلال حرق الكتلة الحيوية مصاحبة لذلك في كثير من الأحيان.

#### استخدام المواشي والأراضي
عالميًّا، يشغل إنتاج المواشي 70% من كل الأراضي المستغلة للزراعة، أو 30% من سطح يابسة الأرض الخالي من الجليد. أكثر من 18% من انبعاثات غازات الدفيئة من مصادر بشرية تعزى إلى المواشي والنشاطات المتعلقة بالمواشي كإزالة الغابات وممارسات الزراعة ذات الاستخدام المتزايد للوقود. من بين المساهمات التفصيلية في قطاع المواشي:
- 9% من انبعاثات ثنائي أكسيد الكربون بشرية المصدر في العالم.
- 35-40% من انبعاثات الميثان بشرية المصدر في العالم (بشكل رئيسي بسبب التخمير المعوي والتروث)
- 64% من انبعاثات أكسيد النيتروس في العالم، بشكل رئيسي بسبب استخدام المسمدات.[19]

### استخدام المحيطات
من الأسباب الأقل شهرةً للتغير المناخي التأثير الضار لكائنات بحرية مختلفة. يمتص النجيل البحري 10% من الكربون الممتص في قاع البحر ويحتفظ بما مقداره 19.9 مليار طن متري من الكربون. 30% من نجيل البحر. اختفى 30% من نجيل البحر في العالم بسبب النشاط البشري: صب المجاري في البحر، إزالة الغابات، التجريف، محركات السفن، التغير المناخي. يرجح أن التلوث الصوتي (الضجيج) أيضًا عامل مؤثر. من أسباب التلوث الصوتي الشحن، واستخلاص النفط والغاز وتطبيق أجهزة الطاقات المتجددة.

### الهباء الجوي
بشكل شبه مؤكد، يعزو الإجماع العلمي أشكالًا مختلفة من التغير المناخي، وبشكل رئيسي آثار التبريد، للهباء الجوي، وهو جسيمات صغيرة أو قطرات معلقة في الهواء الجوي. من المصادر الأساسية التي يعزى لها الهباء الجوي من المصادر البشرية:
- حرق الكتلة الحية كإزالة الغابات بالقطع والحرق. الهباء الجوي المنتج كربون أسود بشكل رئيسي.
- تلوث الهواء الصناعي، والذي ينتج السناج، والكبريتات المعلقة في الهواء، والنترات، والأمونيوم
- الغبار المنتج بسبب آثار استغلال الأراضي كالتصحر

## مساهمة القرن العشرين في التغير المناخي
على امتداد السنوات المئة والخمسين السابقة، أصدرت النشاطات البشرية كميات متزايدة من غازات الدفيئة إلى الغلاف الجوي. أدى هذ إلى زيادات في درجة الحرارة المتوسطة العالمية، أو التغير المناخي. الآثار البشرية الأخرى أيضًا ذات صلة -على سبيل المثال؛ يعتقد أن الهباء الجوي الكبريتي له أثر تبريدي. تساهم عوامل طبيعية أيضًا. وفقًا لسجل درجات الحرارة في القرن الماضي، فإن درجة حرارة الأرض القريبة من السطح ارتفعت بنحو 0.74 ± 0.18 درجة مئوية (0.13 ± 0.32 درجة فهرنهايت).
درس سؤال مهم تاريخيًّا في أبحاث تغير المناخ الأهمية النسبية للنشاط البشرية والمسببات البشرية خلال فترة التسجيل الأدواتي لدرجات الحرارة. في تقرير التقييم الثاني لعام 1995، أصدرت الهيئة الحكومية الدولية المعنية بتغير المناخ العبارة شديدة الانتشار بأن «موازنة الأدلة تدل على أثر ملاحظ على المناخ العالمي». تقترح عبارة «موازنة الأدلة» أن المعيار العرفي (الإنجليزي) للأدلة المطلوبة في المحاكم المدنية في مقابل المحاكم الجنائية: ليس بقوة «بما لا يدع مجالًا للشك». في 2001، أصلح تقرير التقييم الثالث هذا، قائلًا: «هناك أدلة جديدة أقوى تشير إلى أن معظم الاحتباس الحراري الملاحظ في السنوات الخمسين الأخيرة يعزى إلى النشاطات البشرية». عزز تقرير التقييم الرابع هذه النتائج:
- «الاحتباس الحراري بشري المصدر للنظام المناخي واسع الانتشار ويمكن ملاحظته في سجلات درجات الحرارة المأخوذة على السطح، في الغلاف الجوي وفي المحيطات. استمرت الأدلة على أثر المؤثرات الخارجية على النظام المناخي، سواءً بشرية المصدر أو طبيعية المصدر، بالتراكم منذ تقرير التقييم الثالث».[23]

من بين النتائج الأخرى لتقرير التقييم الرابع للهيئة الحكومية الدولية المعنية بتغير المناخ:
- «من المستبعد بشدة (<5%)[24] أن النمط العالمي للاحتباس الحراري خلال النصف الماضي من القرن يمكن تفسيره دون مؤثرات قسرية خارجية (أي أنه لا يتوافق مع كونه نتيجة تنوع داخلي)، ومن المستبعد بشدة أنه بسبب العوامل الخارجية الطبيعية وحدها. حدث الاحتباس الحراري في كل من المحيطات والمناخ في زمن كان على الأرجح فيه أن تؤدي العوامل القسرية الخارجية الطبيعية إلى التبريد.[24][25]
- «من التقديرات الجديدة للقسر المشترك بشري المصدر بسبب غازات الدفيئة، والهباء الجوي، وتغيرات سطح اليابسة، من المرجح بشدة (>95%) أن تكون النشاطات البشرية أدت إلى أثر حراري صافٍ مؤثر على المناخ منذ 1750».[26]
- «من شبه المؤكد أن ينتج الهباء الجوي الناتج عن النشاطات البشرية أثرًا قسريًّا إشعاعيًّا سلبيًّا (تأثير تبريدي) بشدة أكبر في نصف الكرة الشمالي منه في نصف الكرة الجنوبية».[26]

ارتفعت درجات الحرارة في العالم على امتداد العقود الخمسة الأخيرة بنحو 0.65 درجة مئوية (1.17 درجة فهرنهايت) عند سطح الأرض. ومن بين العوامل المحتملة التي قد تؤدي إلى تغيرات في درجة الحرارة العالمية المتوسطة التغير الداخلي للنظام المناخي، والآثار القسرية الخارجية، وزيادة في تركيز غازات الدفيئة، أو أي مزيج من هذه العوامل. تشير الدراسات الحالية إلى أن ازدياد غازات الدفيئة، ومن أبرزها ثنائي أكسيد الكربون CO2، هو المسؤول بشكل كبير عن الاحترار الملحوظ. ومن بين الأدلة على هذا الاستنتاج:
- تقديرات التنوع الداخلي من النماذج المناخية، وإعادة نمذجة درجات الحرارة السابقة، تشير كلها إلى أنه من غير المرجح كون الاحتباس الحراري طبيعيًّا بالكامل.
- تنتج النماذج المناخية الخاضعة للأثر القسري لعوامل طبيعية وزيادة في غازات الدفيئة والهباء الجوي تغيرات درجات الحرارة الملحوظة؛ فيما لا تنتج النماذج المعتمدة على العوامل الطبيعية وحدها هذه النتائج.[22]
- تشير طرق «البصمة» إلى أن نمط التغير أقرب إلى ذلك المتوقع من التغير القسري بغازات الدفيئة منها إلى التغير الطبيعي.[27]
- يمكن أن يعزى ثبات درجات الحرارة من أربعينيات إلى ستينيات القرن العشرين بشكل كبير إلى تبريد الهباء الجوي الكبريتي.[28]

### تفاصيل عن المساهمة
تجد التقديرات العلمية الحديثة أن معظم الاحتباس الحراري لسطح الأرض على امتداد السنوات الخمسين الماضية كان بسبب النشاطات البشرية. يعتمد هذا الاستنتاج على عدة خطوط من الأدلة. كما في «إشارة» التدفئة التي انبثقت بشكل تدريجي من «ضجيج» التنوع المناخي الطبيعي، فإن الأدلة العلمية على الأثر البشري على المناخ العالمي تراكمت عبر عدة عقود مضت، من مئات الدراسات. لا تشكل أي دراسة لوحدها دليلًا قاطعًا. ولم تقلل أي دراسة أيضًا ولا مجموعة دراسات من شأن الكم الكبير من الأدلة التي تدعم الاستنتاج بأن النشاط البشري هو الدافع الرئيسي وراء الاحتباس الحراري مؤخرًا.
أول خط من الأدلة مبني على فهم فيزيائي لكيفية احتباس غازات الدفيئة للحرارة، وكيفية استجابة النظام المناخي للزيادات في غازات الدفيئة، وكيفية تأثير العوامل البشرية والطبيعية الأخرى على المناخ. الخط الثاني من الأدلة من تقديرات غير مباشرة لتغيرات المناخ على امتداد آخر 1,000 إلى 2,000 عام. هذه السجلات مأخوذة من كائنات حية وبقاياها (كحلقات الأشجار والمرجان) ومن كميات فيزيائية (كالنسبة بين النظائر الخفيفة والثقيلة للأكسجين في العينات اللبية الجليدية)، تتغير بطرق مقاسة مع تغير المناخ. الدرس المأخوذ من هذه البيانات هو أن درجات الحرارة السطحية في العالم على امتداد العقود الأخيرة غير عادية بشكل واضح، وذلك أنها كانت أعلى من أي وقت خلال آخر 400 عام. بالنسبة لنصف الكرة الشمالي، فإن ارتفاع درجات الحرارة الأخير غير عادي بالنسبة لدرجات الحرارة خلال آخر 1,000 عام على الأقل.
الخط الثالث من الأدلة مبني على الاستمرارية العامة النوعية بين التغيرات الملحوظة في المناخ ونماذج المحاكاة الحاسوبية للكيفية التي يتوقع أن يتغير وفقها المناخ استجابةً للنشاط البشري. على سبيل المثال، عندما تدار النماذج المناخية وفق الزيادات التاريخية المسجلة لغازات الدفيئة، فإنها تظهر ازديادًا تدريجيًّا في الحرارة على سطح الأرض والمحيط، وزيادات في المحتوى الحراري للمحيطات ودرجة حرارة القسم السفلي من الغلاف الجوي، وارتفاعًا في منسوب البحر العالمي، وتراجعًا لجليد البحار والغطاء الثلجي، وتبريدًا لطبقة الستراتوسفير، وزيادة في كمية بخار الماء في الجو، وتغيرات في الأنماط الكبرى للهطولات والضغط. تتوافق هذه النتائج وجوانب أخرى من التغير المناخي مع الملاحظات المسجلة.